# 1649년
1649년은 금요일로 시작하는 평년이다.

## 연호
- 남명(南明) 영력(永曆) 3년
- 청(淸) 순치(順治) 6년
- 일본(日本) 게이안(慶安) 2년
- 후 레 왕조(後黎朝) 푹타이(福泰) 7년 / 카인득(慶德) 원년
- 막 왕조(莫朝) 투언득(順德) 12년

## 기년
- 남명(南明) 소종 영력제(昭宗 永曆帝) 3년 / 감국 노왕(監國魯王) 4년
- 류큐(琉球) 쇼시쓰왕(尚質王) 2년
- 청(淸) 세조 순치제(世祖 順治帝) 6년
- 조선(朝鮮) 인조(仁祖) 27년
- 후 레 왕조(後黎朝) 진종(眞宗) 7년 / 신종(神宗) 복위 원년

## 사건
- 조선의 17대 국왕 효종이 즉위하다.

## 탄생
- 2월 2일 - 교황 베네딕토 13세, 245대 로마 교황.
- 7월 23일 - 교황 클레멘스 11세, 243대 로마 교황.

## 사망
- 1월 30일 - 찰스 1세, 영국 국왕. 처형당함.
- 2월 4일 - 소현세자의 차남 경완군.
- 6월 17일 - 조선 16대 국왕 인조